# Platební karta

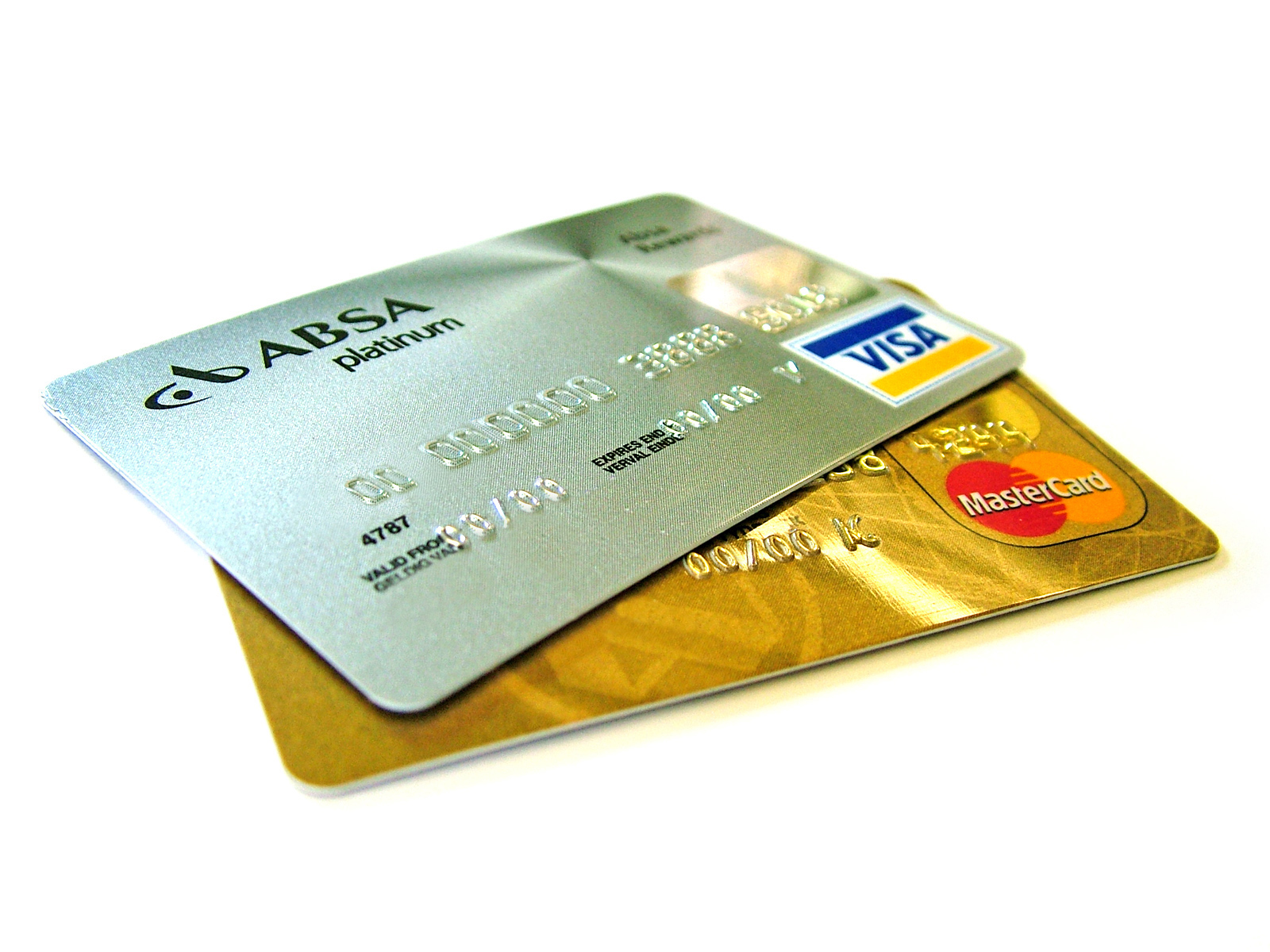
Typické platební karty

Platební karty jsou nástroje určené k bezhotovostním platbám, které jsou nejčastěji vydávány fyzickým i právnickým osobám bankou. Za vystavení se platí poplatky (nebo jsou už započteny). Za výběry hotovosti z bankomatu platí poplatky klient banky, transakce klienta u obchodních partnerů banky jsou strhávány z částky, kterou nakonec obdrží obchodní partner. Součástí může být nadstandardní cestovní pojištění, bezplatné vstupy do letištních salónků, slevy a další služby. 
Jedná se tedy o malou, původně papírovou, nyní plastovou (PVC, ABS, PETG, polykarbonát, zejména karty s dlouhou životností) kartu opatřenou identifikačními údaji jejího majitele. Největší asociace platebních karet jsou: UnionPay, Visa, Mastercard a American Express, další jsou například: Diners Club, JCB atd.

## Vývoj platebních karet
Dříve se platilo hotově nebo šeky a některým klientům bylo poskytována možnost platit na tzv. účet „sekeru“ (z důvodu většího utrácení). Koncem 19. století zavedli někteří obchodníci v USA tzv. kovové štítky. Na těchto štítcích bylo vždy vyraženo číslo klienta, které se při nákupu opsalo, a přidal se k němu klientův podpis. Na začátku 20. století přišla americká letecká společnost Western Union Telegraph Company s papírovými platebními kartami, které se staly mezi klienty i mezi obchodníky velmi oblíbenými (klient měl své pohodlí a obchodník zase větší útratu za služby, které nabízel). Vůbec první platební kartou se stala karta společnosti Air Travel Card. Karta byla zavedena v roce 1948 a byla určena pouze obchodním cestujícím v sektoru letecké dopravy. První karty byly vyráběny z tvrdého papíru nebo z plechu. Použití takových platebních karet se dochovalo dodnes. Princip totiž zůstal stejný. Klient tedy předloží při platbě svou platební kartu a podepíše účet. Prodavač ověří platnost karty a porovná zákazníkův podpis. Později se k takové kontrole přidal i seznam blokovaných karet. První karta, která se dala použít ve všech sektorech života, byla vynalezena v roce 1950. Jmenovala se Diners Club Credit Identification Card. Později se začaly zabývat platebními kartami i banky. Ty ze začátku však úspěchy neměly, hlavně z toho důvodu, že musely hradit vysoké náklady na výrobu, ale i na reklamu. Koncem 20. století však začaly vznikat platební karty, které známe dodnes, např. VISA karta, American Express a mnoho dalších.

### Česká republika
První platební kartu na území tehdejšího Československa vydala roku 1988 Živnostenská banka jako dispoziční kartu k devizovému účtu.
Počty karet a akceptačních zařízení, stejně jako počty a objem transakcí trvale sleduje Česká národní banka. Například na konci roku 2021 dosáhl počet aktivních karet vydaných českými bankami 14,5 mil. kusů. Češi kartou zrealizovali 1,8 miliardy plateb, přičemž v 93 procentech případů se jednalo o karty debetní. Celkem takto lidé v roce 2021 uhradili 1,148 bilionu korun – v roce 2020 tento objem činil 926 miliard.
V roce 2024 podle průzkumu Indexu prosperity a finančního zdraví České spořitelny, Evropy v datech a Sociologického ústavu Akademie věd preferuje elektronické platby většina obyvatel Česka a chtěli by zavést povinnou akceptaci elektronické platby.

## Rozměr platebních karet
Rozměr u platebních karet určuje mezinárodní norma ISO/IEC 7810, která stanovuje fyzikální vlastnosti identifikačních karet (mezi něž platební karty patří), zejména rozměry plochy verze ID-1, vztahující se na platební karty, na 85,60 × 53,98 mm (3,370 × 2,125 palce) se zakulacením rohů s poloměrem 2,88 až 3,48 mm a jejich konstantní tloušťku 0,76 mm.

## Druhy
Existuje několik druhů platebních karet podle toho, s čími finančními prostředky lze kartou nakládat:
- s vlastními na bankovním nebo jiném účtě
  - debetní – při platbě klient čerpá vlastní prostředky; někdy je ale umožněn též kontokorentní úvěr
  - elektronická peněženka – kartou lze čerpat jen prostředky, které byly předem „do karty“ vloženy, tj. elektronicky zapsány; příkladem může být předplacená telefonní karta
- s prostředky úvěrové instituce, zpravidla banky, tedy z úvěru pro držitele karty v rozsahu sjednaného kreditního rámce, zpravidla s bezúročným obdobím, po kterém naskočí úročení:
  - kreditní – při platbě klient automaticky čerpá úvěr, zpravidla však s jistým bezúročným obdobím, splátky úvěru lze obvykle rozložit na delší období.
  - charge – obdoba kreditní karty, úvěr je ovšem klient povinen zaplatit v daném bezúročném období po čerpání, jinak je penalizován sankčním úrokem; charge karty jsou určeny pro velmi bonitní klienty

### Karty pro významné klienty
Pro významné klienty banky začaly vydávat zlaté karty a později platinové karty a další. Výjimečnost těchto karet postupně sami vydavatelé devalvovali. Některé banky proto vydávají svoje speciální karty, např.
- Sberbank – Visa Infinite Gold Card – karta vyrobená ze 24-karátového zlata osazená 26 diamanty[9]
- J.P. Morgan – Reserve Card – karta vyrobená z 23-karátového zlata a palladia[9]
- Dubai First Royale – karta osazená diamantem o hmotnosti 235 karátů[9]
- Banka CREDITAS – Real Gold Mastercard – vyrobená ze 41,80 % ze zlata, z 5,85 % ze stříbra, 50,35 % tvoří slitina mědi a mosaz.[9]
- Pure and Solid Prepaid Card – předplacené platební karty vyrobené ze stříbra, zlata nebo platiny[9]

## Embosování
- elektronické platební karty – v ČR nejrozšířenější. Patří sem VISA Electron a Maestro. Tyto karty lze použít pouze pro online transakce – výběry z bankomatů či platby u obchodníků. Výhody těchto karet jsou: vedení zdarma, nízké poplatky za blokaci ztracené karty, nulová možnost zneužití zablokované karty.[zdroj?]
- embosované platební karty – tyto karty mají plasticky prolisované veškeré potřebné údaje o držiteli karty, termín konce její platnosti a číslo karty. Umožňují platbu tak, že obchodník vloží kartu do imprinteru a otiskne veškeré údaje z karty na účet, který pak zákazník podepíše. Každý obchod má nastaven tzv. floor limit, neboli výši útraty, kterou mohou zákazníci provést bez nutnosti platbu ověřit. Nevýhoda těchto karet je však vyšší cena za vydání, vedení či blokaci karty a možnost zneužití karty i po nahlášení její ztráty či odcizení.[zdroj?]
- kombinované – velmi často jsou karty elektronické embosované, tedy kombinace elektronické a zároveň embosované karty. Tyto karty je možno použít na více místech než karty pouze elektronické, zejména v zahraničí.

## Funkce a účel
Bezhotovostní platbou se rozumí poskytnutí oprávnění k čerpání placené částky z účtu plátce – držitele karty.
Platební karta umožňuje držiteli karty bezhotovostní platby na účet prodejce nebo poskytovatele služby
- za koupené zboží
- doplnění (fakticky nákup) kreditu u poskytovatelů služeb, např. telekomunikačních (např. mobilních) operátorů.
- výběr peněžní hotovosti v bankomatu nebo v prodejně a podobně (Cash back).

Podmínkou platby je prakticky vždy zároveň
1. přenos údajů karty,
2. ověření oprávnění osoby platit touto kartou,
3. tzv. krytí karty, tj. potvrzení vydavatele karty, že částku uhradí.

Údaje z karty (číslo, platnost, CVV) se přenášejí
- ručně opisováním – kdysi, nyní už se neužívá, jen částečně při platbách na internetu
- imprinterem (lidově „žehlička“) – mechanickým snímačem otiskem, propisem prolisů s údaji karty
- elektronicky platebním terminálem banky příjemce platby (prodejny apod.)
  - z magnetického proužku nebo
  - z kontaktního mikročipu platebním terminálem POS; tradičně byl vyžadován podpis, nyní (rok 2014) se oprávnění a kredit ověřují dálkově v databázi;
  - bezkontaktně z mikročipu s mikroskopickým vysílačem NFC
- na internetu zápisem do elektronických platebních formulářů

Oprávnění osoby platit kartou prokazuje platící na základě údajů karty
- biometrickou autorizací transakce podpisem, případně doplněným hlasovou autorizací, otiskem prstu, fotografií a podobně: u embosované karty; to je obdobné platbě šekem,
- zadáním PINu nebo hesla karty elektronické na platebním terminálu v prodejně a podobně nebo v bankomatu nebo na internetu
- zadáním obdobně hesla resp.jednorázového ověřovacího kódu zaslaného bankou plátci, např. SMS zprávou.
- případně jejich kombinací.

Stav hotovosti nebo úvěru na kartě (na účtu příslušném ke kartě) se zjistí
- podle záznamu na čipu elektronické peněženky, kdy se platba odúčtuje ihned ze stavu hotovosti karty
- okamžitým dálkovým ověřením platební schopnosti (kreditu) u vydavatele karty (banky), kdy platbu vydavatel karty zaúčtuje příjemci prakticky okamžitě, ale plátci peníze odečte dodatečně.

Vydavatel karty (banka) může plátci strhávat poplatek za výběry. Poplatek za výběr hotovosti se zpravidla liší u bankomatů vydavatele karty a u jiných bank, kde bývá vyšší.
Některé karty mohou mít prostřednictvím terminálu zároveň identifikační funkci i pro transakce na pobočce vlastní banky, jako je zadávání platebních příkazů a vkladů na účet, např. MaxKarta Poštovní spořitelny.

## Popis a ochranné prvky
1. Logo banky
2. EMV čip
3. Hologram
4. Číslo kreditní karty
5. logo vydavatele karty
6. Platnost karty
7. Jméno majitele

Bezpečnostní prvky na klasické platební kartě:

Platební karty se vyrábí z odolných plastů a mívají standardní rozměry 85,6 × 54 mm. Základním ochranným prvkem každé platební karty je její číslo, které tvoří jedinečnou identifikaci. Kromě tohoto kódu má každá karta na zadní straně instalován magnetický proužek, na kterém jsou uložena podstatná data. Jelikož většina uživatelů, kteří platí kartami na internetu, nemá čtečku kreditních karet, je na kartách umístěn ještě jeden dodatečný prvek.
1. magnetický proužek
2. podpisový vzor
3. kód CVC

Na zadní straně platební karty je zpravidla:

Tomuto prvku se říká Card Verification Value, případně Card Verification Code, zkráceně CVV nebo CVC. Tímto kódem je dodatečné číslo, které je na kartách MasterCard, Visa a Discover umístěno na zadní straně u podpisového vzoru. Užívá se pro zvýšení ochrany před zneužitím při elektronickém převodu peněz.
Užití karty je tedy možné pouze v případě, že uživatel zná všechny tyto vlastnosti karty: Číslo karty, jméno vlastníka karty, platnost platební karty, případně kód CVC, či podpisový vzor, podle způsobu platby.
Kromě již zmíněných ochranných prvků je ochrana karet stále rozšiřována.

## Bezpečné užití platebních karet
- kartu nikomu nepůjčujte
- nikomu nesdělujte svůj PIN (ani policistům či zaměstnancům banky)
- PIN nezaznamenávejte a nenechávejte v blízkosti Vaší karty
- k bankomatu přistupujte jednotlivě
- v noci si vybírejte bankomat, který je dobře osvětlen
- kartu nevystavujte mechanickým vlivům (ke zmagnetizování může dojít např. mobilním telefonem, magnetickým zapínáním kabelek či počítačem)
- provádějte pravidelnou kontrolu výpisů z účtů, transakce (pro případnou reklamaci)
- ztrátu karty nahlaste co nejdříve (zabráníte tak jejímu případnému zneužití)
- personál restaurace či prodejny by nikdy neměl s Vaší kartou odcházet (pokud se tak stane, máte právo žádat navrácení karty a provedení transakce pod svým dohledem)
- zkontrolujte také, zda Vám personál vrátil Vaši kartu
- při platbě na internetu zjistěte důvěryhodnost serveru

## Blokace platební karty
Blokace platební karty je jednorázový úkon, kterým se zamezí použití platební karty v obchodní síti, bankomatech či na internetu. Kartu lze zablokovat osobně (v bance, která ji vydala) nebo telefonicky. Telefonická blokace je rychlejší a tím pádem efektivnější. Zablokovat platební kartu proti zneužití je doporučeno při:
- ztrátě platební karty
- krádeži platební karty
- ztrátě či vyzrazení PIN kódu karty

## Legislativa

### Bezkontaktní platby
Evropská směrnice 2007/64/EC (Payment Services Directive, PSD) reguluje používání karet v EU. Její aktualizovaná verze PSD2 z roku 2015 vešla v platnost v roce 2018. Pro bezkontaktní platební karty pak platí, že PIN bude vždy vyžadován nejpozději po 5 transakcích nebo po transakcích při dosažení celkového objemu bezkontaktních transakcí 150 EUR.

### Online platby
Pro platby na internetu byl kartám zavedený nový kód, CVC nebo CVV kód. Později bylo pro částky vyšší než definovaná částka zavedeno ověřování pomocí autorizační SMS, kdy banka zašle držiteli karty zprávu s kódem, který musí přepsat do stránky potvrzující platební operaci.
Toto zabezpečení bylo zpřísněno zákonem č. 370/2017, do kterého byly zapracovány požadavky směrnice Payment Services Directive (PSD2). Podle tohoto zákona nedostačuje při platbě kartou vyplnit číslo karty a její další údaje (kritérium držení), ale bude se muset prokázat některým ze dvou dalších z celkových tří kritérií:
- držení – něco, co vlastní pouze uživatel, např. platební karta nebo mobilní telefon,
- znalost – něco, co zná pouze uživatel, např. PIN,
- inherence – něco, co je součástí uživatele, především biometrické údaje, např. otisk prstu.[11]

Protože podle výkladu European Banking Authority patří zaslání SMS do kritéria držení (uživatel vlastní mobilní telefon) stejně jako vlastnictví karty, je ověření pomocí SMS nedostatečné.
Od 13. ledna 2019 v EU není možné při platbě kartou účtovat poplatek za platbu kartou.

## Zařízení pro platby kartami
Zařízení pro platby kartami jsou:
offline
- imprinter – přetisk embossu mechanicky, přes propisot, na stvrzenku (tzv. žehlička)

online
- platební terminál u obchodníka,
- bankomat,
- platební internetový portál.

### Bankomat
Bankomat je samoobslužné výplatní zařízení, které vydává držitelům platebních karet bankovky. Bankomaty sehrály velmi významnou roli především ve výpočetní technice. Šlo o vůbec první zařízení, která mohli klienti používat bez ohledu na úřední hodiny bankovních institucí. Proto také byly zařazeny na seznam 100 nejvýznamnějších vynálezů 20. století.
Druhy bankomatů můžeme rozlišovat podle jejich výrobce, typů obrazovky a podobně, ale především podle jejich umístění a vybavení:
- podle umístění:
  - vnitřní
    - ve vlastním – na pobočkách bank
    - na cizím – v obchodech a jiných prostorách s ostrahou

  - venkovní (na ulici, na chodnících apod.)
- podle vybavení
  - základní: určené k vyplácení hotovosti v bankovkách a ověření stavu účtu,
  - vícefunkční: umožňují např. vklad hotovosti, podání platebního příkazu nebo povolení inkasa

#### Funkce bankomatu
- výběr hotovosti
- vkládání hotovosti
- nepeněžní funkce (jednoduché platební příkazy, výpisy z účtu, změny PIN)

### Platební terminál
Platební terminál je elektronické zařízení, umožňující platbu plátce – držitele karty pro příjemce – prodejce za zboží nebo službu prostřednictvím elektronické karty. Často je propojené s elektronickou pokladnou, která mu předává údaj o placené částce a dostává od platebního terminálu potvrzení o provedení platby.
Základní části jsou:
- snímač údajů karty z magnetického pásku, z kontaktního čipu nebo z bezkontaktního čipu
- displej a zadávací klávesnice pro komunikaci s plátcem, kde potvrzuje správnost placené částky a PIN resp. číselné heslo
- komunikační část pro spojení s elektronickou pokladnou a s bankou příjemce, zprostředkující ověření oprávnění platícího a platební schopnost karty.

### Imprinter
Je mechanický nástroj k otištění embosovaných karet na účtenku. Vloží se do něj karta, na ní prolisovací účtenka a válečkem se přejede přes obojí tam a zpět. Reliéf karty se obtiskne na všechny kopie účtenky. Používá se na prodejních místech, která nejsou propojena on-line nebo v okamžicích, kdy nefunguje elektrický proud. Účtenka musí být řádně vyplněna a "přežehlení" karty je třeba provést před klientem. Obchodník by měl zkontrolovat podpisový vzor na kartě s podpisem na účtence, kterou plátce podepsal.

## Poplatek za platbu kartou
Poplatek za platbu kartou platí obchodník, avšak podle zákona nemůže za platbu účtovat poplatek (cena pro platbu v hotovosti i platbu kartou musí být stejná) podle směrnice EU schválené roku 2015. Obchodník tak náklady za platby kartou rozprostírá i na zákazníky, kteří platí hotovými penězi. Poplatek se následně dělí mezi několik společností, které se na celé transakci podílí:
- kartová asociace (VISA, MasterCard)
- vydavatelská banka (banka, která vydala kartu zákazníka)
- acquirer (finanční instituce, která je zapsána do programu kartových asociací a která se také podílí na zpracování transakce)
- zúčtovací centrum (provádí zúčtování transakcí pro acquirera)
- platební brána

Protože platby kartou vytvářejí monopolní prostředí, jde v Evropské unii o regulovaný trh. Velikost podílu výše zmíněné podílníky na transakci se řídí podle nařízení Evropského parlamentu a Rady EU 2015/751 o mezibankovních poplatcích za karetní transakce. Avšak u debetní karty je poplatek o něco nižší než u kreditní karty, naopak business karty mají polatek vyšší. Regulovaná cena se dělí na tři oblasti:
- mezibankovní poplatek (provize bankovní instituci, která příslušnou platební kartu vydala)
- poplatek kartové asociaci (provize karetní společnosti, která platbu zpracuje; u karet vydaných v EU dosahuje poplatek pro asociaci VISA výše cca 0,1 %, u MasterCard výše cca 0,2 %).
- ostatní poplatky (acquirer, zúčtovací centrum, platební brána, a další)

Na neregulovaném trhu (mimo Evropský hospodářský prostor) se výše zmíněná regulace nevztahuje. Reálné náklady za transakci jsou proto u nich výrazně vyšší: mezibankovní poplatek až 1,65 %, poplatek karetní asociaci až 0,70 %.

## Sběratelství platebních karet
Platební karty se staly zájmem sběratelů již v 50. letech 20. století, od té doby se jim věnují především sběratelé v USA. Sbírání platebních karet je velmi složité a náročné. Na světě existuje 22000 bank, které vydávají platební karty. Další karty vydávají společnosti American Express, Diners Club, JCB, sítě čerpacích stanic, letecké společnosti apod. Platební kartu nelze normálně získat, sběratel si ji musí buď pořídit u banky nebo získat od jiného klienta. Proto se sběratelé soustředí na určitý typ karet, stát, motiv nebo vydavatele. Největší sběratelé mají okolo 8000 druhů platebních karet. Existuje asociace sběratelů ACCCS (American Credit Card Collectors Society).

### Sběratelské třídění platebních karet
Platební karty se dají třídit podle typu karty nebo podle kvality, motivu atd. Podle ACCCS je seznam typů karet následující:
- Travel & Entertainment Cards
- Charge Coins (úvěrové známky)
- Gas or Petrol Cards (karty čerpacích stanic)
- Store Cards (karty obchodů)
- Bankovní karty
- Charge Plates (úvěrové „psí známky“)
- Affinitní karty (karty vydané společně se zájmovými organizacemi a kluby)
- Charge Cards (úvěrové karty restaurací)
- Telefonní kreditní karty (papírové a plastové telefonní karty)

## Kontroverze
Dominantními vydavateli platebních karet jsou USA a Čína. Američtí vydavatelé karet předávají informace o platbách agenturám jako je NSA.

## Alternativy
Při platbách na internetu je možné použít alternativní online platby, jako například PayPal. V ČR byla na začátku roku 2024 zaveden systém online plateb pro obchodníky pod názvem Cvak.